# Julio Nava (músico)
Julio Navarrete, más conocido como Julio Nava es un músico y actor caleño conocido por militar en la banda Santa Sangre, banda de rock colombiano junto con Ekhymosis y Poligamia, por su carrera en la actuación como Tumba en Cumbia Ninja y en solitario en la música Pop con influencia de algunos sonidos rock.

## Historia
Julio Nava nace en Cali en el año de 1975. Desde muy joven sus influencias musicales se vieron marcadas por el ascendente movimiento de rock en español que triunfaba por aquel entonces en el país cafetero. Participó en varias agrupaciones musicales de bajo perfil, entre ellas una agrupación mientras prestaba el servicio militar, pero no fue hasta que ingresó a la banda Santa Sangre en 1996 que logró un reconocimiento musical con canciones como "Maldita flor", "El cumpleaños del viento" y "Pasará". Después de 6 años en Santa Sangre lanza su carrera solista como Julio Nava. logró hacerse un nombre con sus dos primeros álbumes "Julio Nava" (2002) y "La vida es Gratis" (2003). Su tercer trabajo discográfico fue catalogado por la revista Billboard como uno de "Los 10 mejores álbumes del 2006".
Ha compartido escenario y trabajado junto a artistas de la talla de La Mosca Tsé-Tsé, Los prisioneros, Enrique Bunbury, Fito Páez, Chayanne, Kronos, Gustavo Cerati, Hombres G, Aterciopelados. También ha probado en la actuación en programas y películas como “El ojo de Buciraco”, “Francisco el matemático”, “Dios los junta y ellos se separan” y "Tiempo Final" (en su tercera temporada). Actualmente se encuentra actuando la serie de Fox: Cumbia Ninja en el papel de Tumba, en su segunda temporada que augura aún más éxito que la primera, que alcanzará los principales índices de audiencia en toda Latinoamérica. 
Lidera desde 2013 y el presente 2014 la campaña "Por las Víctimas, por la Paz", buscando visualizar ante el país y el mundo la condición de las víctimas del conflicto armado frente al actual proceso de paz en Colombia, con 15 conciertos alrededor del territorio nacional ha llevado un mensaje de esperanza a las personas que lo han perdido todo en la guerra con el objetivo principal de enterar a la opinión pública de la importancia de resarcir a las víctimas de manera integral y darle prioridad y reconocimiento a ellos en las políticas nacionales de Estado. 
En el 2009 se vio involucrado en un grave escándalo, ya que fue acusado por un empresario de arrancarle la nariz de un mordisco. A pesar de que alegó que el empresario estaba mintiendo, Julio perdió la demanda y tuvo que pagarle 140 millones de pesos colombianos y asistir a terapia psicológica.

## Discografía

### Con Santa Sangre
- De la Tierra a la Luna (1999)

### Como solista
- Julio Nava (2002)
- La vida es Gratis (2003)
- No Tengas Más Prisa (2006)
- El Cóndor Fénix (2010)
- La Ruta Del Sol+ (2019)

### Como integrante de "Cumbia Ninja"
- Cumbia Ninja 3 (2015)